# Trathala annulicornis
Trathala annulicornis är en stekelart som först beskrevs av Tosquinet 1896.  Trathala annulicornis ingår i släktet Trathala och familjen brokparasitsteklar. Inga underarter finns listade i Catalogue of Life.